# Jasmine Villegas
Jasmine Marie Villegas znana jako Jasmine V (ur. 7 grudnia 1993 w San Jose) – amerykańska piosenkarka, aktorka mająca filipińskie i meksykańskie korzenie. 
Po wielu latach prowadzenia kariery muzycznej podpisała kontrakt z Sony Music. 
All These Boys jest pierwszym singlem z jej albumu, który ukazał się 19 października 2010 roku na iTunes Store. W październiku 2011 roku wydała MixTape zatytułowany "S(he) Be(lie)ve(d)". W czerwcu 2013 roku podpisała kolejny kontrakt muzyczny z wytwórnią Interscope Records.
W 2014 roku wydała debiutancki album o nazwie That's Me Right There.

## Dyskografia

### Mix Tape
- 2011: S(he) Be(lie)ve(d)

#### Lista utworów
| #  | Tytuł                 | Czas trwania |
| -- | --------------------- | ------------ |
| 1  | Intro                 | 0:03         |
| 2  | So Silly ft. Tyga     | 4:22         |
| 3  | Masquerade            | 2:59         |
| 4  | Just A Friend         | 2:55         |
| 5  | Jealous               | 3:46         |
| 6  | Interlude             | 0:06         |
| 7  | Angel                 | 3:42         |
| 8  | This Isn't Love       | 2:59         |
| 9  | Hello ft. Ryan Leslie | 4:27         |
| 10 | Werk                  | 3:21         |
| 11 | The Breakup Song      | 2:59         |
| 12 | Outro                 | 0:07         |

### Single
- 2010: Serious
- 2010: All These Boys
- 2010: Jealous
- 2010: Werk
- 2011: Natural
- 2011: Just A Friend
- 2011: Hello ft. Ryan Leslie
- 2012: Didn't Mean It
- 2012: Invincible
- 2013: Paint A Smile
- 2013: Breathe Your Love
- 2013: Now Is The Time
- 2014: That's Me Right There

### Współpraca
- 2008: Just You And Me ft. Brandon Kane
- 2010: Why Can't We Be Friends ft. Sean Kingston
- 2011: Kiss Me Thru The Phone ft. Scooter Smiff
- 2013: Now Is The Time ft. Wally Lopez
- 2014: That's Me Right There ft. Kendrick Lamar

### Inne utwory
- Because I Said So
- Boys Don't Cry
- Candy
- Cool Girl
- First Crush
- Hate That I Love You
- Hot Like Fire
- I Found You
- I Own This
- If U Only Knew
- Last Breath
- Let Him Go
- Live Your Dreams
- Remember My Name
- Time
- To The Yard
- You Chose Mine
- Breath Your Love

## Filmografia

### Teledyski

#### Teledyski Jasmine
| Tytuł                                    | Rok  | Album              | Reżyser        |
| ---------------------------------------- | ---- | ------------------ | -------------- |
| Kiss Me Thru The Phone ft. Scooter Smiff | 2008 | Żaden              | -              |
| I Own This                               | 2009 | Żaden              | -              |
| Serious                                  | 2010 | Żaden              | -              |
| All These Boys                           | 2011 | Żaden              | NappyTabs      |
| Natural                                  | 2011 | Żaden              | Alfredo Flores |
| Jealous                                  | 2011 | S(he) Be(lie)ve(d) | Benny Boom     |
| Werk                                     | 2011 | S(he) Be(lie)ve(d) | -              |
| Just A Friend                            | 2011 | S(he) Be(lie)ve(d) | -              |
| Didn't Mean It                           | 2012 | Żaden              | Mike Ho        |
| Paint A Smile                            | 2013 | Żaden              | Mike Ho        |

#### Teledyski innych artystów
| Tytuł                           | Artysta                                       | Rok  | Rola                         |
| ------------------------------- | --------------------------------------------- | ---- | ---------------------------- |
| Jesus Walks                     | Kanye West                                    | 2004 | Anioł                        |
| How To Deal                     | Frankie J                                     | 2005 | Dziewczyna                   |
| Kiss Me Through The Phone Remix | Scooter Smiff ft. Jasmine V                   | 2008 | Miłość Smiffa                |
| Baby                            | Justin Bieber                                 | 2010 | Główna rola - miłość Justina |
| Eenie Meenie                    | Justin Bieber ft. Sean Kingston               | 2010 | Dziewczyna bawiąca się       |
| My Girl (remix)                 | Mindless Behavior ft. Ciara, Tyga & Lil Twist | 2011 | Dziewczyna                   |
| Slide Over                      | Baby Bash ft. Miguel                          | 2012 | Główna rola - ekspedientka   |
| What U Like                     | Jream Andrew ft. Jasmine V                    | 2013 | Dziewczyna                   |
| Now Is The Time                 | Wally Lopez ft. Jasmine V                     | 2013 | Dziewczyna                   |

### Seriale
| Tytuł                | Epizod                | Rok     | Rola                                    |
| -------------------- | --------------------- | ------- | --------------------------------------- |
| My Wife and Kids     | Zespół Michaela       | 2003    | Rachel                                  |
| Threat Matrix        | Ekstremalna przemiana | 2004    | Córka #1                                |
| The Land Before Time |                       | 2004    | Tańcząca dziewczyna                     |
| Kellogg's Eggo       |                       | 2004    | Dziewczyna jedząca Eggo                 |
| Stuff by Hilary Duff |                       | 2004    | Dziewczyna                              |
| Housebroken          |                       | 2005    | Lydia - główna rola u boku Seleny Gomez |
| The Nine             | Obca                  | 2006    | Tiffany                                 |
| That's So Raven      | Nauczycielka Pet      | 2007    | Patty                                   |
| SOP                  | Muzyczny show         | 2007-08 | Partnerka z Julie Anne San Jose         |